# Marmande (pomodoro)
Il marmande è una varietà di pomodoro a crescita indeterminata, dai frutti di grandi dimensioni (circa 200 grammi), rossi a piena maturazione, leggermente costoluti, di forma schiacciata.
In Italia, viene considerata una varietà di pomodoro precoce.